# ゆがわら風雅
ゆがわら風雅（ゆがわらふうが）は神奈川県足柄下郡湯河原町の湯河原温泉にある温泉旅館。
湯河原温泉の中程、理想郷団地内に位置し、本館・別館・新館の3棟の木造建築から成る。“木造りの宿”をテーマとした創始者の木に対するこだわりが館内の随所に見られ、客室、廊下、階段、大浴場やお部屋の風呂にも木造の浴槽が使われている。かつては三桝家という名称であったが、2021年6月21日以降現名称に改め、リニューアルオープンした。
一部の繁忙期を除き、全室お部屋で食事を提供している。

## 館内施設
本館和室7室（10畳和室 2室/二間和室 3室/特別室 1室）
2Fに中宴会場、1Fにロビー、美術室、フロント、B1Fに大宴会場あり。
本館の客室に限り、お部屋のお風呂にも温泉が引かれている。
別館和室7室（8畳和室 2室/10畳和室 3室/特別室 1室/貴賓室 1室）
2Fに小宴会場、1F駐車場、B1Fに大浴場「香泉殿の湯」、「芳舟泉の湯」あり。
B1Fから3Fまでエレベータがあり、車椅子などで駐車場から直接2・3Fに移動することも可能（但し、バリアフリー対応の客室はない）。
新館和室4室（10畳和室 2室/12.5畳和室 2室）
本館1Fと別館2Fの繋ぎ目に見立たない形で隠し廊下めいた通路があり、新館2Fへの連絡通路になっている。
ちなみに、別館の2Fは本館のM2F、別館3Fは本館のM3Fに位置している。
大浴場「香泉殿の湯」と「芳舟泉の湯」の2つ。貸切は不可。
古代檜に漆を施した浴槽。（長年の使用で表面の漆はだいぶ禿げている。）「芳舟泉の湯」の方がやや小さめ。
お湯は湯河原の源泉を引き湯し、温度調整のため加水だけした源泉をかけ流している。
深夜も入浴が可能。男女の入替はなし。

## 沿革
- 1951年 - 三桝家旅館 創業。
- 1960年 - 本館を新築。
- 1972年 - 別館を新築。
- 1993年 - 新館を新築。本館・別館も改装。
- 2012年4月 - 会社設立。
- 2021年6月21日　- 名称を「ゆがわら風雅」と改め、リニューアルオープン。